# Campeonato Europeu de Beisebol de 1987
O Campeonato Europeu de Beisebol de 1987 foi a 20º edição do principal torneio entre seleções nacionais de beisebol da Europa. A campeã foi a Seleção Neerlandesa de Beisebol, que conquistou seu 13º título na história da competição. O torneio foi sediado na Espanha.